# 473
Період падіння Західної Римської імперії. У Східній Римській імперії триває правління Лева I Макелли. У Західній зміна правління. Значна частина території окупована варварами, зокрема в Іберії утворилося Вестготське королівство, а Північну Африку захопили вандали, утворивши Африканське королівство, у Тисо-Дунайській низовині утворилося Королівство гепідів.
У Південному Китаї правління династії Лю Сун, на півночі Північної Вей. В Індії правління імперії Гуптів. У Японії триває період Ямато. У Персії править династія Сассанідів.
На території лісостепової України Черняхівська культура. Історики VI століття згадують плем'я антів, що мешкало на території сучасної України приблизно з IV сторіччя. У Північному Причорномор'ї центр володінь гунів, що підкорили собі інші кочові племена, зокрема сарматів та аланів.

## Події
- 23 березня військовий магістр Західної Римської імперії Гундобад номінував на імператора Гліцерія. Імператор Східної Римської імперії Лев I не згодився із цим вибором і запропонував Юлія Непота.
- Імператор Східної Римської імперії Лев I надав титул цезаря своєму 6-річному внуку Леву II.
- Вождь остготів у Фракії Теодоріх Страбон уклав зі Східною Римською імперією договір, за яким остготи здобули право на незалежну державу, а імперія зобов'язувалася виплачувати їм 2000 фунтів золота данини щорічно.
- Остготи з Паннонії перемістилися в Мезію й Македонію, звідки спустошували Балкани.
- Король вестготів Ейріх розпочав наступ на Італію, але був зупинений силами імператора Гліцерія. Однак вони здобули міста Арль і Марсель.
- Гундобад повернувся в Бургундію, де після смерті батька став королем бургундів.